# Tofteaksla
Tofteaksla är en bergstopp i Antarktis. Den ligger i Västantarktis. Inget land gör anspråk på området. Toppen på Tofteaksla är 1 200 meter över havet. Tofteaksla ligger på ön Peter I Øy.
Terrängen runt Tofteaksla är varierad. Havet är nära Tofteaksla åt nordväst. Trakten är obefolkad. Det finns inga samhällen i närheten.